# Kallawaja

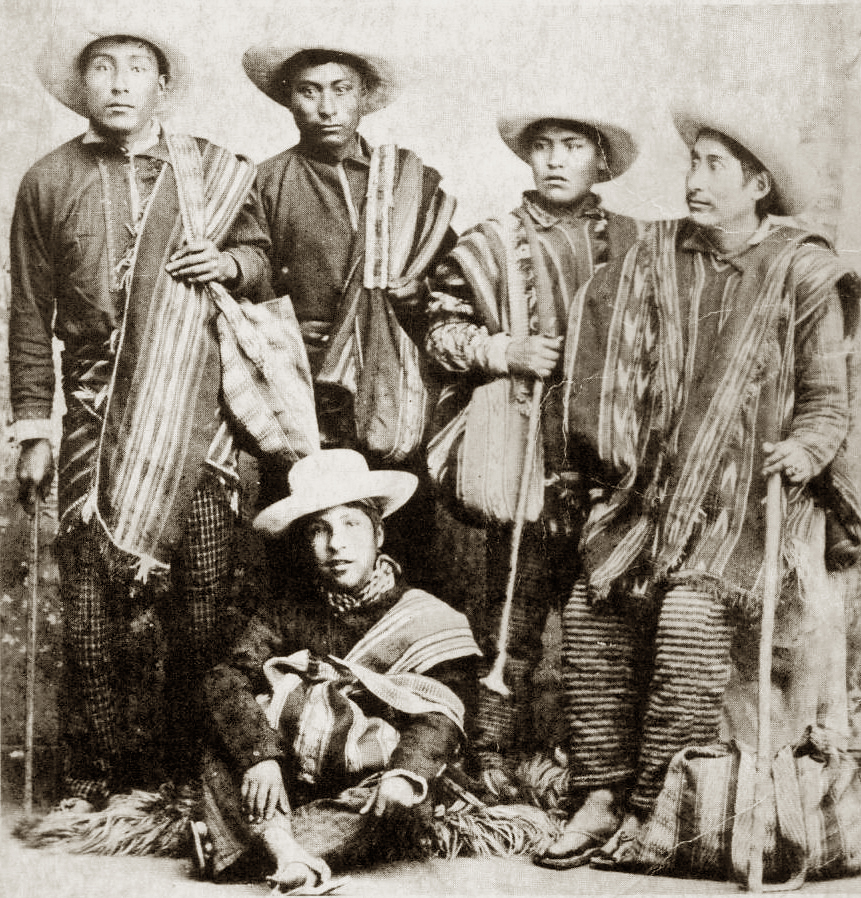
Indianie Kallawaja, Panama, ok. 1900

Kallawaja – wędrowna grupa etniczna Indian, praktykująca medycynę tradycyjną, zamieszkująca boliwijskie Andy. Kallawaja są wielojęzyczni. Posługują się językami: keczua, ajmara i hiszpańskim, a dla celów praktyki medycznej – własnym, tajnym językiem mieszanym kallawaja.    
W 2003 roku „kosmowizja” grupy Kallawaja została proklamowana arcydziełem ustnego i niematerialnego dziedzictwa ludzkości, a w 2008 roku wpisana na listę niematerialnego dziedzictwa UNESCO.

## Kallawaja
Kallawaja zamieszkują region Charazani na wschodnim stoku Andów, na północ od jeziora Titicaca w prowincji Bautista Saavedra. Grupa zajmuje się rolnictwem i praktykuje medycynę tradycyjną. Kallawaja zajmują się przede wszystkim zielarstwem, a wiedza medyczna przekazywana jest z pokolenia na pokolenia, z mistrza na ucznia. W swoich praktykach medycznych stosują również muzykę, zaklęcia i czary oraz amulety i ofiary (np. mesa – wysuszony płód lamy, wełnę lamy, kokę, tłuszcz i krew lamy czy różowe płatki kwiatów), a wiele ich praktyk uznaje się za szamanistyczne.   
Pochodzenie Kallawaja nie jest do końca poznane, sami Kallawaya uważają się za potomków dawnej cywilizacji Tiwanaku.    
Kallawaja, wędrując przez Andy, mają styczność z wieloma grupami językowymi i są wielojęzyczni. Posługują się językami keczua, ajmara i hiszpańskim. Dla celów praktyki medycznej rozwinęli własny tajny język mieszany – kallawaja, bazujący głównie na wymarłym języku pukina. Językiem kallawaja posługuje się ok. 100–200 osób, przez co język ten uznawany jest za zagrożony wymarciem.
Kallawaja mieli być lekarzami wyższych klas Inków. Popyt na praktyki medyczne Kallawaja był szczególnie duży na początku XX wieku, kiedy to uznano, że Kallawaja wyleczył córkę prezydenta Peru Augusta B. Leguíi y Salcedo (1863–1932), którą medycyna zachodnia uznała za śmiertelnie i nieuleczalnie chorą.

## Medycyna tradycyjna

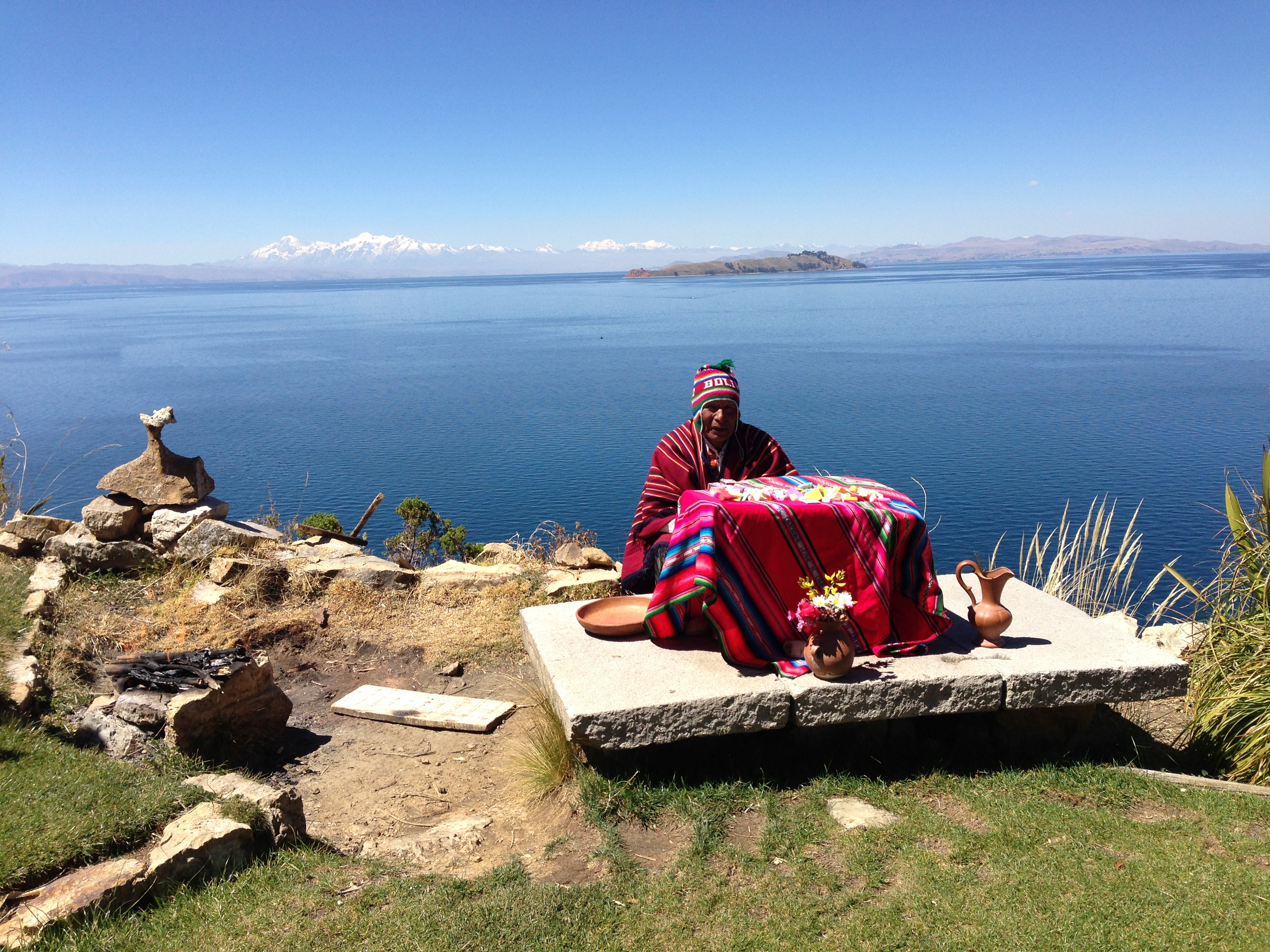
Prośba Kallawaja do sił natury o przychylność,
ceremonia na Wyspie Słońca, na jeziorze Titicaca

Kallawaja, jako społeczność uzdrowicieli, pojmują chorobę i zdrowie jako ścisłą relację utrzymania rytualnych zależności (pokrewieństw) i wzajemnych oddziaływań wszystkich członków ayllu (tradycyjnych wspólnot andyjskich, opartych o pokrewieństwo, ale nie tylko). Odnosi się to zarówno do osób żyjących, jak i przodków „zapamiętanych w krajobrazie”. Wspólne związki rytualne ze środowiskiem (otoczeniem przyrody, krajobrazem) odrywają ważną rolę w konsolidowaniu różnych ayllu o odmiennych tradycjach i językach w jedną grupę etniczną.  
Przekonanie Kallawaja o istnieniu trzech płynów ustrojowych porównywane jest z grecką teorią humoralną o istnieniu czterech płynów ciała (humorów): krwi, żółci, śluzu (flegmy) i czarnej żółci, które wypełniają ciało, a ich wzajemne stosunki wpływają na zdrowie i temperament. Niektórzy antropolodzy uważają, że poglądy Kallawaja są jedynie adaptacją teorii humoralnej przywiezionej do Ameryki Południowej przez kolonistów.  
Kallawaja uznają powietrze za niewidzialny płyn, który odpowiada za oddech; tłuszcz odpowiada za energię, a krew za siłę życiową. Kallawaja uważają, że krew nie odtwarza się, stąd nie stosują jej upuszczania. Wyróżniają cztery rodzaje krwi: krew gorącą, zimną, mokrą i suchą. Krew gorąca płynie zbyt szybko, zimna – zbyt wolno, krew mokra – jest za gęsta, a sucha – za rzadka. Różne kombinacje tych stanów odpowiedzialne są za różne dolegliwości. Zimna krew mokra jest powolna i nie dochodzi do mięśni, a stan ten jest uznawany za przyczynę zapalenia stawów. Gorąca krew sucha nie ma wystarczającej zawartości tłuszczu i powietrza, co powoduje szybkie bicie serca. 
Brak tłuszczu jest przyczyną chorób, a tłuszcz jest rabowany przez kharisiri – utożsamianych często z bogaczami i pracodawcami, którzy wykorzystują chłopów. Tłuszcz mieli rabować osadnicy i księża w okresie kolonialnym, a sam tłuszcz miał być wykorzystywany do produkcji m.in. dzwonów kościelnych i hostii.  
Zdrowy organizm to taki, w którym siły dośrodkowe i odśrodkowe pozostają w równowadze – zbyt wiele lub za mało płynów ustrojowych prowadzi do choroby, a utrata zbyt wielu płynów – do śmierci. 
Kallawaja są wybitnymi zielarzami. W latach 70. XX wieku najlepsi mieli stosować 300–350 różnych gatunków roślin leczniczych, minerałów i produktów odzwierzęcych, a pod koniec lat 80. XX wieku od 180 do 300. Farmakopea Kallawaja obejmuje ok. 980 gatunków i jest jedną z największych na świecie. Kallawaja stosowali wyciąg z chinowca, aby leczyć malarię u robotników pracujących przy budowie Kanału Panamskiego. 
Wiedza Kallawaja nie jest jednak dostatecznie zabezpieczona prawnie przed praktykami koncernów farmakologicznych. W 2003 roku pojęcie „kosmowizji” grupy Kallawaja zostało proklamowane arcydziełem ustnego i niematerialnego dziedzictwa ludzkości, a w 2008 roku wpisane na listę niematerialnego dziedzictwa UNESCO.

## Znaczenie słowa „kosmowizja”
Według UNESCO, „kosmowizja” jest częścią kultury Kallawaja, składającą się ze spójnego zbioru mitów, rytuałów, wartości i twórczości artystycznej. Jest uznawana nie tylko w Boliwii, ale również w wielu innych krajach Ameryki Południowej, gdzie mnisi-lekarze praktykują techniki medyczne oparte na systemach wierzeń rdzennych ludów obszaru Andów.
Słownik oksfordzki podaje, że jest to odniesienie do ludów Mezoameryki: ich szczególnego sposobu widzenia świata i rozumienia wszechświata.
Przed laty powstało w języku polskim słowo „kosmowizja” w znaczeniu „bezpośredniego przekazywania i odbioru przez sieć telewizyjną obrazów z aparatów, statków i sond kosmicznych”, ale nie weszło ono do powszechnego użycia.